# Somatianá
 (mai 2025).
Somatianá (grec moderne : Σωματιανά) est une localité située dans le dème du Magne-Occidental, dans le district régional de Messénie, dans la périphérie du Péloponnèse, en Grèce.
Selon le recensement de 2021, elle compte 0 habitants.